# District historique de Nisqually Entrance
Pour les articles homonymes, voir Nisqually.
Le district historique de Nisqually Entrance – ou Nisqually Entrance Historic District en anglais – est un district historique américain dans le comté de Pierce, dans l'État de Washington. Protégé au sein du parc national du mont Rainier, cet ensemble architectural est inscrit au Registre national des lieux historiques depuis le 13 mars 1991.